# Ширшов, Пётр Петрович

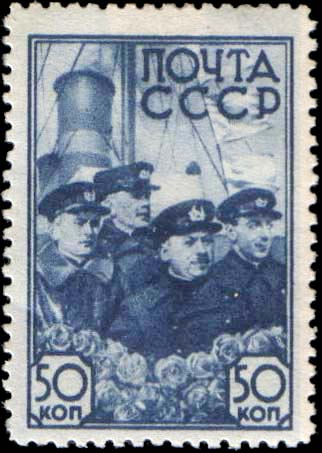
Герои-папанинцы:
Пётр Ширшов,
Эрнст Кренкель,
Иван Папанин,
Евгений Фёдоров

Пётр Петро́вич Ширшо́в (12 (25) декабря 1905, Екатеринослав — 17 февраля 1953, Москва) — советский государственный деятель, гидробиолог и полярный исследователь, профессор, доктор географических наук (1938), академик АН СССР (1939).
Герой Советского Союза (1938). Член ВКП(б)/КПСС с 1938 года.
Народный комиссар, затем министр морского флота СССР (1942—1948). Первый директор института океанологии АН СССР, который носит сейчас его имя.

## Биография
Происходил из семьи служащего: отец Пётр Петрович приехал в Екатеринослав из Моршанска (север Тамбовской области) и устроился печатником в железнодорожную типографию, мать Ирина Яковлевна Усевич, из местных, занималась шитьём. После революции Ширшовы переехали с Чечеловки в дом № 74 по нынешней улице Старокозацкой, над городским парком (сейчас парк Глобы).
С 1916 по 1920 год Пётр учился в реальном училище. Одновременно с учёбой он с 13 лет работал вечерами в библиотеке народного образования. В 1921 году поступил на биологический факультет Екатеринославского института народного образования (сейчас Днепровский национальный университет имени Олеся Гончара). В 1923 году переводится на социально-исторический факультет. В 1926 году вновь перешёл на биологический факультет Одесского института народного образования. В 1928 году Ширшов совмещал учёбу с работой на Днепропетровской гидрологической станции. В 1926 году женился на Фаине Евгеньевне Брук, с которой дружил с детства (в 1932 году в Ленинграде у них родился сын Роальд, после чего супруги расстались). В том же 1932 году Ширшов встретил свою вторую жену Надежду Дмитриевну Теличееву, в 1937 году у них родилась дочь Лора.

### Исследования по пресноводной биологии
Ещё будучи студентом, П. П. Ширшов был зачислен в аспирантуру Днепропетровской биологической станции и специализировался на пресноводной биологии. К этому времени относятся его первые научные работы, выполненные под руководством профессора Д. О. Свиренко. Ширшов принимал участие в экспедициях, организованных для обследования санитарно-биологического состояния рек Лугань и Самара в Донбассе, а затем Днепра, Южного Буга и Кодымы. В этих экспедициях он занимался изучением водорослей и микрофлоры. Результаты исследований были обобщены в четырёх статьях, напечатанных в трудах Академии наук УССР.
В 1929 году окончил Одесский институт народного образования и защитил кандидатскую диссертацию на тему «Водоросли рек Украины» по материалам Днепропетровской гидростанции. По другим данным ему была присвоена степень кандидата биологических наук без защиты диссертации за выдающиеся работы по гидробиологии морей Арктики в 1935 году. В этом же 1929 году переехал в Ленинград и стал научным сотрудником — гидробиологом в Ботаническом саду АН СССР и на биостанции в Петергофе, где заинтересовался проблемами гидробиологии Севера. В 1930 году исключён из ВЛКСМ «за пьянство и связь с чуждой по идеологии компанией студентов Ленинградского университета». В 1930 году возглавил ботаническую экспедицию АН СССР на Кольский полуостров, где провёл гидробиологическое обследование Нотозера и реки Туломы.

### Арктические экспедиции
В 1931 году под руководством П. П. Ширшова в Арктике на Новой Земле проводятся обследования Крестовой губы и Северной Сульменевой губы. Ему удалось составить подробную биологическую карту литоральной и сублиторальной растительности Новой Земли. В 1930—1938 годах — научный сотрудник Всесоюзного арктического института, в 1931—1932 годах — участник экспедиции на Новую Землю и Землю Франца-Иосифа, затем с 1932 по 1938 год — экспедиций на «Сибирякове» (1932), «Челюскине» (1933—1934), «Красине» (1936), на дрейфующей станции «Северный полюс-1» (1937—1938).
В 1938—1939 годах, после смещения с должности и ареста Рудольфа Самойловича, Ширшов был директором Всесоюзного арктического института АН СССР.

## Государственный деятель
В 1939—1942 годах Ширшов был 1-м заместителем начальника Главного управления Севморпути при СНК СССР. Одновременно в 1941 году — уполномоченный Государственного комитета обороны.
С 8 февраля 1942 года по 30 марта 1948 года — народный комиссар, затем министр морского флота СССР.
П. П. Ширшов вспоминал о своём назначении: «Тщетными оказались мои уговоры [отправить на фронт], и Микоян даже рассердился, когда я снова начал просить его, ссылаясь на договорённость с Федоренко. — Вот что! Не пойдёте ли в Морской флот? Там дел много будет, и люди нужны. — Нет, с Дукельским я работать не смогу. Он большой самодур, и мы не уживёмся. — А если вас назначат вместо Дукельского? Вопрос был настолько неожиданным, что я растерялся и попросил дать мне сутки подумать. Микоян согласился, и на этом разговор закончился».
Одним из основных направлений деятельности П. П. Ширшова на посту министра морского флота стало воссоздание кадрового состава советского флота.
5 октября 1943 года вышло Постановление ГКО № 4255с «О подготовке кадров массовых профессий для судов и предприятий Наркомморфлота СССР», которое было посвящено организации обучения матросов, кочегаров, машинистов, мотористов и радиооператоров в учебных заведениях системы трудовых резервов.
5 марта 1944 года вышло Постановление № ГКО-4255 «О мероприятиях по подготовке командных кадров морского флота», которое фактически создало заново систему подготовки кадров.
К концу 1944 года в СССР функционировали четыре ВУЗа по подготовке морских специалистов и 11 мореходных училищ.
Их учащиеся находились на гособеспечении, что позволило быстро набрать абитуриентов.
Помимо работы министром морского флота СССР, П. П. Ширшов был одним из организаторов и первым директором Института океанологии АН СССР, с 1946 года и до своей смерти.
В 1946—1950 годах — председатель Тихоокеанского научного комитета. В 1937—1950 годах — депутат Верховного Совета СССР 1-го и 2-го созывов.

## Научные труды
Количество научных публикаций Ширшова невелико. Его исследования практически закончились после работ на дрейфующей станции «Северный полюс-1». За них ему в 1938 году была присвоена учёная степень доктора географических наук (без защиты диссертации). Он был избран почётным членом Географического общества СССР (1938). Но эти немногочисленные публикации внесли существенный вклад в океанологию. Основные труды по исследованию планктона полярных морей. В 1930—1940 годы широко дебатировались причины бурного роста водорослей у кромки льдов. Были выдвинуты гипотезы о стимулировании роста клеток водорослей тригидроловыми молекулами или в результате опреснения поверхностных слоёв воды при таянии льда. Ширшов показал, что эти гипотезы неосновательны, а основная причина цветения водорослей — проникновение повышенных доз солнечной радиации под лёд при таянии льда и вскрытии ледового покрова. На станции «Северный полюс», погрузив в прорубленную в многометровом льду прорубь трал, Ширшов экспериментально доказал ошибочность гипотезы об отсутствии жизни в полярных широтах Северного Ледовитого океана. С помощью опрокидывающегося ртутного термометра была измерена температура на различных глубинах и установлен факт проникновения тёплых вод из Северной Атлантики в Арктический бассейн. За эти и другие океанологические работы в 1939 году Ширшов был избран действительным членом Академии наук СССР.

## Последние годы жизни
Вторая семья Ширшова была эвакуирована из Москвы в 1941 году. Оставшись один в городе, он встретился с актрисой Московского Театра имени Моссовета Евгенией Гаркушей. Будучи наркомом морского флота, Ширшов много ездил по служебным делам, и повсюду его сопровождала Гаркуша. К тому времени, когда прежняя семья Ширшова вернулась из эвакуации, Гаркуша уже родила ему дочь Марину, и он остался с ней.
В 1946 году Гаркуша была арестована по обвинению в измене родине (ст. 58-1а), антисоветской пропаганде (ст. 58-10), спекуляции (ст. 107 УК РСФСР), осуждена на 8 лет ссылки «за спекуляцию и подозрительные связи», а в 1948 году покончила с собой, приняв смертельную дозу снотворного.

Могила П. П. Ширшова на Новодевичьем кладбище в Москве

В 1948 году Ширшов был снят с должности министра, а в феврале 1953 года скончался в возрасте 47 лет от тяжёлой формы рака.
Похоронен на Новодевичьем кладбище в Москве.

## Семья
Первая жена (с 1926 по 1932) — Фаина Евгеньевна Брук
- Сын — Роальд Петрович Ширшов (1932—1995), сотрудник Института прикладной геофизики Госкомгидромета СССР, похоронен рядом с отцом на Новодевичьем кладбище в Москве.

Вторая жена (с 1932 по 1942) — Надежда Дмитриевна Теличеева
- Дочь — Лора Петровна Ширшова (р. 1937)

Третья жена (с 1942 по 1948) — Евгения Александровна Гаркуша-Ширшова (1915—1948), актриса Московского театра имени Моссовета.
- Дочь — Марина Петровна Ширшова (р. 1944), окончила химический факультет МГУ, работала научным сотрудником на химическом факультете МГУ, затем в институте океанологии РАН имени П. П. Ширшова. Автор нескольких книг об отце. Имеет дочь, внука и внучку.

## Награды
- Герой Советского Союза (22.03.1938; медаль «Золотая Звезда» № 74)
- три ордена Ленина (27.06.1937; 22.03.1938; 23.03.1944)
- два ордена Трудового Красного Знамени (17.12.1932; 10.06.1945)
- орден Красной Звезды (20.04.1934)
- орден «Знак Почёта» (03.05.1940) — «за выдающиеся заслуги в деле освоения Северного Морского Пути и районов Крайнего Севера, а также за образцовую и самоотверженную работу в период арктических навигаций 1938 и 1939 годов»
- медали

## Память
- Имя Ширшова на карте:
  - бухта Ширшова — бухта Земли Георга (архипелаг Земля Франца-Иосифа);
  - озеро Ширшова — озеро на острове Харли, Земля Франца-Иосифа;
  - подводный хребет Ширшова в Беринговом море;
  - гора Ширшова в Антарктиде, отмеченная на карте САЭ в 1961 году (координаты: 66°52′ ю. ш. 51°37′ в. д.HGЯO)[9];
- Имя П. П. Ширшова носит Институт океанологии РАН (ИОРАН) и два научных судна — «Академик Ширшов» (ДВНИГМИ) и «Ширшов» (Азербайджан)[10].
- Улица Ширшова в Одессе.
- Улица Ширшова в Виннице.
- Улица Ширшова в Челябинске.
- Улица Ширшова в Черкесске.
- Улица Ширшова в Рыбинске.
- Улица Ширшова в Петропавловске-Камчатском.
- Улица Ширшова в городе Днепре.
- Улица Ширшова в Шахунье Нижегородской области.
- Улица Ширшова в Макеевке Донецкой области.
- Улица Ширшова в селе Кривандино Московской области.
- Улица Ширшова в посёлке Ашукино Московской области.
- Улица Ширшова в городе Могилёве Могилёвской области.

В честь П. П. Ширшова назван новый вид диатомовых микроводорослей, обнаруженный российскими учёными в Карском море — Fragilaria shirshovii.

## Произведения
- Ширшов П. Два месяца на льду // Дневники челюскинцев / Сост. М. Дьяконов, Е. Рубинчик. Л.: Гослитиздат, 1935. С. 175—201.
- Кренкель Э., Ширшов П. В лагере Папанина. — [М.]: Детиздат, 1938.
- Папанин И., Кренкель Э., Ширшов П., Фёдоров Е. Девять месяцев на дрейфующей станции «Северный полюс». [М.]: Госполитиздат, 1938. — 234 с.